# Solano County
Solano County is een van de 58 county's in de Amerikaanse deelstaat Californië. De county ligt in het noordoosten van de San Francisco Bay Area (en wordt derhalve doorgaans tot de North Bay gerekend) en ligt halverwege tussen de agglomeraties van San Francisco en Sacramento. In 2010 telde Solano County 413.344 inwoners. Vallejo is de grootste stad, terwijl Fairfield de hoofdplaats is.

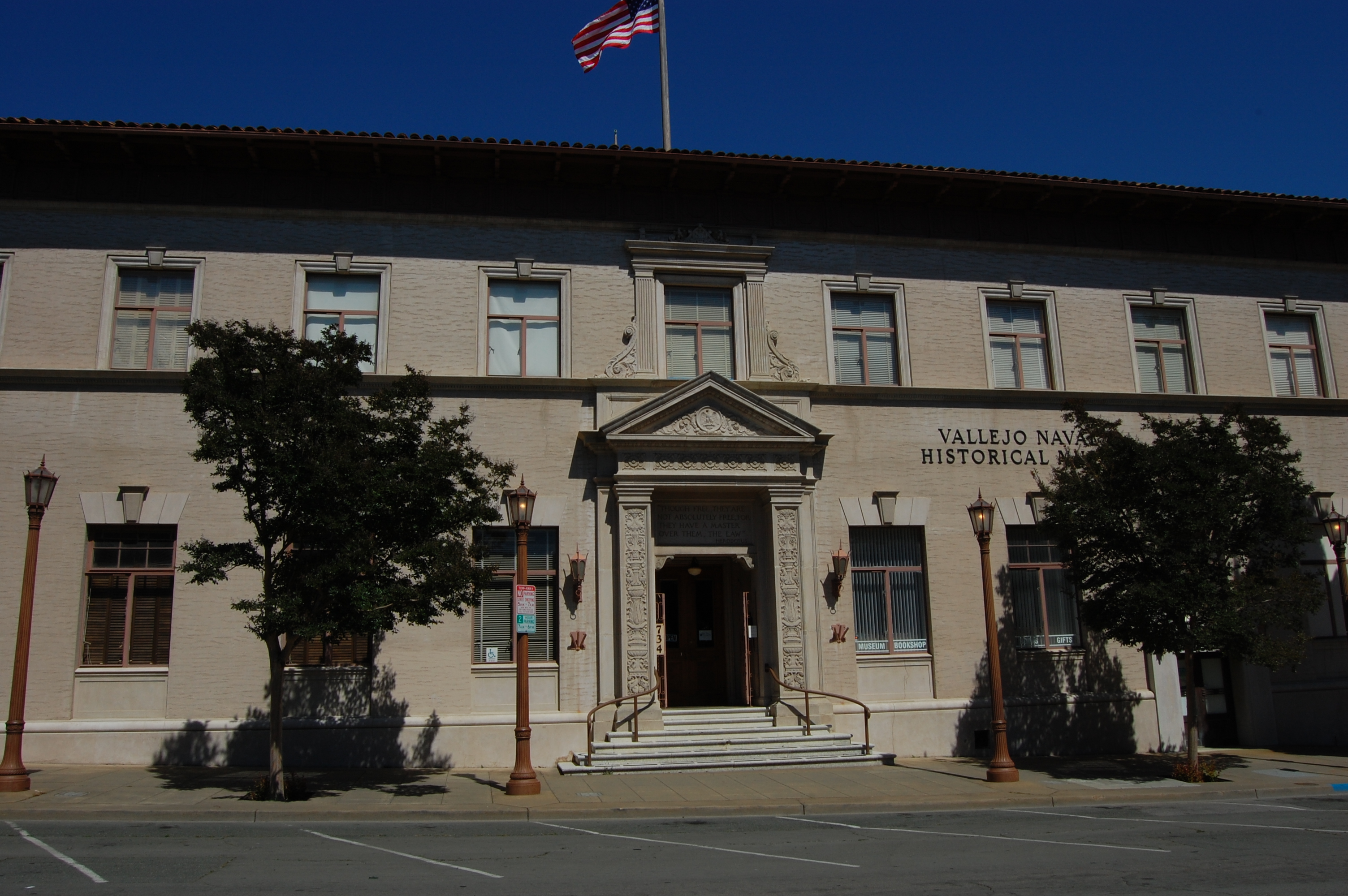
Gemeentehuis en County Building in Vallejo

## Geschiedenis
Solano County was een van de oorspronkelijke county's, opgericht in 1850 toen Californië een Amerikaanse staat werd. Generaal Mariano Guadalupe Vallejo - naar wie de stad Vallejo werd vernoemd - wenste dat de county naar Chief Solano, de leider van de inheemse Suisun, werd genoemd. Chief Solano was op een bepaald moment leider over alle indianenstammen tussen de Petaluma en de Sacramento, en was een bondgenoot van Vallejo in diens campagnes tegen andere indianenstammen. Solano heette overigens niet zo bij geboorte, maar verkreeg die naam toen hij op jonge leeftijd in de San Francisco Solano-missie gedoopt werd. Zijn oorspronkelijke naam was Sem-Yeto (dappere hand).

## Geografie
De county heeft een totale oppervlakte van 2348 km² (907 mijl²) waarvan 2148 km² (829 mijl²) land is en 201 km² (77 mijl²) of 8.55% water is.

### Aangrenzende county's
- Contra Costa County - zuiden
- Sonoma County - westen
- Napa County - westen
- Yolo County - noorden
- Sacramento County - oosten

### Steden en dorpen
- Benicia
- Birds Landing
- Collinsville
- Dixon
- Elmira
- Fairfield
- Green Valley
- Rio Vista
- Suisun City
- Vacaville
- Vallejo

## Demografie
De bevolking van Solano County bedroeg volgens het United States Census Bureau 413.344 in 2010. De etnische samenstelling was als volgt: 51,0% blank, 14,7% Afro-Amerikaans, 14,6% Aziatisch-Amerikaans, 0,9% afkomstig van de eilanden in de Stille Oceaan en 0,8% indiaans. Daarnaast rekende 10,5% zich tot een ander ras en 7,6% tot twee of meer rassen. Als percentage van de totale bevolking identificeerde 24,0% van de inwoners van Solano County zich als Hispanic of Latino.
In 2000 woonden er 394.542 mensen in Solano County. De grootste relatieve bevolkingsgroei werd, afgezien van de kolonisatie van Californië in de jaren 1840-70, opgemeten in de jaren 1940.